# Anastrepha lutzi
Anastrepha lutzi är en tvåvingeart som beskrevs av Lima 1934. Anastrepha lutzi ingår i släktet Anastrepha och familjen borrflugor. Inga underarter finns listade i Catalogue of Life.